# Disquisitiones Arithmeticae
Disquisitiones Arithmeticae è un testo di teoria dei numeri scritto dal matematico tedesco Carl Friederich Gauss. Il libro fu scritto nel 1798 in latino, quando Gauss aveva appena ventun anni, ma fu pubblicato solamente tre anni dopo, nel 1801. Il termine Arithmeticae si riferisce al nome che Gauss usava per la teoria dei numeri, cioè "aritmetica superiore".
L'opera presenta sia risultati originali che teoremi già noti, che tuttavia sono presentati per la prima volta in maniera organica e sistematica. Copre sia i campi della teoria dei numeri cosiddetta "elementare" (cioè senza l'uso di metodi propri di altre branche della matematica) sia di quella che noi chiamiamo teoria algebrica dei numeri. Una differenza importante rispetto ai testi moderni è l'assenza del concetto di gruppo.

## Sezioni
L'opera è divisa in sette sezioni:
- I: congruenze da un punto di vista generale;
- II: congruenze lineari (di primo grado);
- III: residui di potenze;
- IV: congruenze quadratiche (di secondo grado);
- V: forme ed equazioni indeterminate di secondo grado;
- VI: applicazioni delle precedenti sezioni;
- VII: equazioni definenti sezioni di una circonferenza.

Le prime tre sezioni raccolgono essenzialmente teoremi già noti a matematici precedenti (scoperti, tra gli altri, da Fermat, Eulero, Joseph-Louis Lagrange e Legendre), tra cui il piccolo teorema di Fermat e il teorema di Wilson. Qui è presentato anche il primo riconoscimento esplicito, con una dimostrazione completa, del teorema fondamentale dell'aritmetica (ovvero l'unicità della fattorizzazione tra i numeri interi); inoltre in queste sezioni è presente la prima trattazione sistematica di questi argomenti.
A partire dalla quarta sezione sono enunciati e provati dei risultati originali: nella quarta è dimostrata la legge di reciprocità quadratica, la quinta (che rarappresenta metà dell'intera opera) è una teoria delle forme quadratiche, mentre nella sesta sono presenti due diversi test di primalità. La settima sezione è un'analisi delle radici dell'unità, e si conclude con il criterio per stabilire quali poligoni regolari sono costruibili con riga e compasso: qui è presentata tra l'altro la costruzione dell'eptadecagono regolare, scoperta da Gauss alcuni anni prima.
Un'ottava parte, sulle congruenze di grado superiore al secondo, fu iniziata da Gauss, ma l'autore non riuscì a completarla; quest'ultima parte fu tuttavia pubblicata separatamente dopo la sua morte.

## Importanza
Come già detto, le Disquisitiones furono il primo testo sistematico di teoria dei numeri: prima di esso, questa disciplina era costituita da teoremi isolati, con dimostrazioni spesso non del tutto corrette. Gauss, oltre a correggere queste ultime, riempì i vuoti che si erano creati tra alcuni teoremi  ed estese di molto i risultati raggiunti.
La stessa struttura del libro (enunciato di un teorema seguito dalla sua dimostrazione e da eventuali corollari) divenne uno standard per i testi successivi. Oltre alle dimostrazioni, sono presenti anche molti esempi numerici per illustrare i vari teoremi.
Molti matematici del diciannovesimo secolo partirono dalle Disquisitiones per sviluppare le loro teorie: in particolare, in quest'opera sono presenti i primi nuclei delle teorie delle L-funzioni e della moltiplicazione complessa.
Alcune congetture qui presentate resistettero inoltre fino al ventesimo secolo; ad esempio, nella sezione V, Gauss riassunse i suoi calcoli sul numero di classe di campi quadratici immaginari, congetturando di aver trovato tutti i campi con numero di classe 1, 2 e 3. Tale problema, noto come congettura del numero di classe, è stato risolto solo nel 1966. In questa sezione Gauss dimostrò anche un teorema che può essere interpretato come il primo caso non banale dell'ipotesi di Riemann per curve su campi finiti.